# سامانه ماهواره‌ای کواسی-زنیث

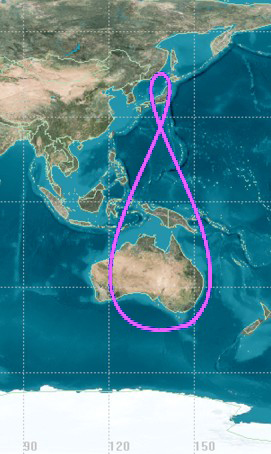
مدار ماهوارهٔ کواسی-زنیث

سیستم ماهواره‌ای کواسی-زنیث (QZSS) طرحی ار چهار ماهواره با سیستم انتقال زمان منطقه‌ای و تقویت کننده سیستم ماهواره‌ای موقعیت‌یاب جهانی (GPS) است که توسط ژاپن توسعه داده می‌شود و منطقه ژاپن و اقیانوسیه را پوشش می‌دهد. هدف از ایجاد این سیستم، تعیین موقعیت دقیق و پایدار در منطقه آسیا-اقیانوسیه با کمک سیستم GPS عنوان شده.
اولین ماهواره 'میچیبیکی' در ۱۱ سپتامبر ۲۰۱۰ پرتاب شد. انتظار می‌رفت که بهره‌برداری کامل آن در سال ۲۰۱۳ صورت گیرد، با این حال در سال ۲۰۱۸ تعداد این ماهواره‌ها به ۴ عدد رسید و بهره‌برداری کامل آن آغاز شد. در سال ۲۰۲۱ این سامانه توسط نیروی دفاعی ژاپن به کار گرفته شد. یک برنامه‌ریزی برای یک سامانه ۷ ماهواره‌ای تعیین موقعیت مستقل از GPS برای سال ۲۰۲۳ انجام شده اما زمان پرتاب ۳ ماهواره دیگر هنوز مشخص نشده‌است.